# 三上於菟吉
三上 於菟吉（みかみ おときち、1891年2月4日 - 1944年2月7日）は、大正・昭和時代の小説家。大衆文学の流行作家となり、文壇の寵児と呼ばれた。代表作に『雪之丞変化』など。活躍期にはその作風から「日本のバルザック」とも呼ばれた。内縁の妻は作家の長谷川時雨。

## 経歴

### 生い立ち
埼玉県中葛飾郡桜井村生まれ（現在の春日部市木崎）。代々儒医（漢方医）家業で、祖父はまた漢詩人大沼枕山門下の詩人でもあった。旧制粕壁中学校（現在の埼玉県立春日部高等学校）を経て田山花袋に私淑。父純太郎も於菟吉を医師に進ませようとしたが、中学校時代から文学少年となり白夜のペンネームで『文章世界』『中学世界』などに投稿していた。
1911年早稲田大学文学部英文科予科に入学し、広津和郎や谷崎精二らと交友を持ち、ロシア文学で片上伸に認められて「片門十哲」の一人とも言われた。1912年同級の宇野浩二らと同人誌『しれねえ』を創刊するが、三上の「薤露歌」が風俗壊乱として発禁になり、1号で終刊する。また神楽坂の馴染んだ芸者を連れ出したことで脅される騒ぎとなり、父により退学させられて帰郷、実家で謹慎生活を強いられる。この間、ダヌンチオやスタンダールの詩の翻訳や、短篇小説を『早稲田文学』に発表した。
1914年の夏、父が死去して家業を継いだが、これを整理して1914年に上京し、翌1915年に長篇小説『春光の下に - 又はゼ・ボヘミアン・ハウスの人々』を自費出版した。この作品は朝鮮独立運動に触れたところがあったために発禁処分となったが、この出版を機に『講談雑誌』編集長だった生田蝶介に目をつけられ、水上藻花などのペンネームで外国小説の翻案を博文館や講談社で発表するようになり、谷崎精二と『モンテ・クリスト伯』を共訳する。
1916年には『講談雑誌』に本名三上於菟吉で「悪魔の恋」を連載し、薄幸の女性を描く通俗小説の筋に西洋小説的な心理描写を織り交ぜて好評となった。また『春光の下に』を献呈された12歳年長で女流劇作家として著名であった長谷川時雨が三上に手紙を書いて知り合い、三上の熱烈な求愛により1919年に世帯を持った。

### 雪之丞変化

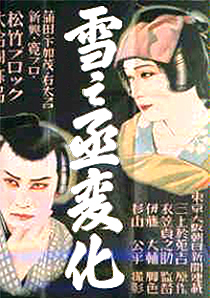
松竹キネマ合名社映画・雪之丞変化1935年

1921年に『時事新報』に虚無的な青年の遍歴を描いた「白鬼」を連載し、新進作家として注目を浴びる。1925年には『週刊朝日』で、ジョンストン・マッカレー『双生児の復讐』のプロットを下敷きにした復讐もので初の時代小説「敵討日月双紙」を連載、時代小説作家としても名を上げ、続いて『鴛鴦呪文』『妖日山海伝』『神文美少年録』『淀君』『清河八郎』などを発表、斬新な筋立てと絢爛たる文体で一躍文壇の寵児となる。1934年から東京朝日新聞に連載した『雪之丞変化』は三上の代表作となった。連載中から衣笠貞之助監督、伊藤大輔脚本によって映画化され、林長二郎（のちの長谷川一夫）が3役で主演し、「流す涙がお芝居ならば」で始まる佐藤惣之助作詞、阿部武雄作曲の切々たる主題歌「むらさき小唄」がヒット、のちのちまで大衆演劇のレパートリーとなった。加藤武雄、中村武羅夫と並んで「多産流行作家の三羽烏」とも言われ、1935年には『長編三人全集』が刊行された。また同年の第1回直木三十五賞制定では選考委員となる。この年は作家の所得税額で菊池寛に次ぐ2位だった（三宅正太郎『作家の裏窓』）。赤坂檜町に自宅があったが、原稿の執筆は新潮社に近い牛込袋町の妾宅、それから待合へ移り芸者をはべらせながら、そして執筆後に本宅に帰るという生活だったと言われる。
満州事変勃発直後の1931年10月に東京日日新聞に詩「日本人の歌」を発表し、文学ファッショのはしりと呼ばれ論議を巻き起こした。1932年には直木三十五が「文芸院」を創設するのに参加する。1935年の直木賞制定時には選考委員を務めた。

### 時雨と於菟吉
長谷川時雨は、当初は三上を世に出そうとして様々に骨折りしたが、1928年に『女人藝術』を創刊した際には三上の原稿料によって出資するなど、廃刊までの4年間の支援をした。またこれに連載した林芙美子の原稿の原題『歌日記』を『放浪記』に改題したのも三上だった。流行作家時代の三上は放蕩、浪費し、作品のほとんどを待合で書いたとも言われるが、時雨は「三上さんは、あのやり方でなくっては書けないのです」と言って認めた。また時雨は「三上さんはえらい。凄い」とも言い続け、三上の時代小説の考証でも時雨は貴重な協力者となった。
1935年にはサイレン社を興し、時雨の『近代美人伝』を刊行、また出版には原稿取りに訪れる編集者たちの意見も参考にしていた。
なお、この年は新たに創設された芥川賞、直木賞の選考委員を務めている。
1936年に三上は愛人宅で倒れ、右半身麻痺となる。時雨は自宅近くに家を借りて愛人を看病に付き添わせたが、愛人は4ヶ月で郷里に帰す。当時三上が読売新聞に連載中だった「日蓮」は時雨が書き継いだが、それまでも三上が連載に穴をあけそうになると時雨が代筆していたという。

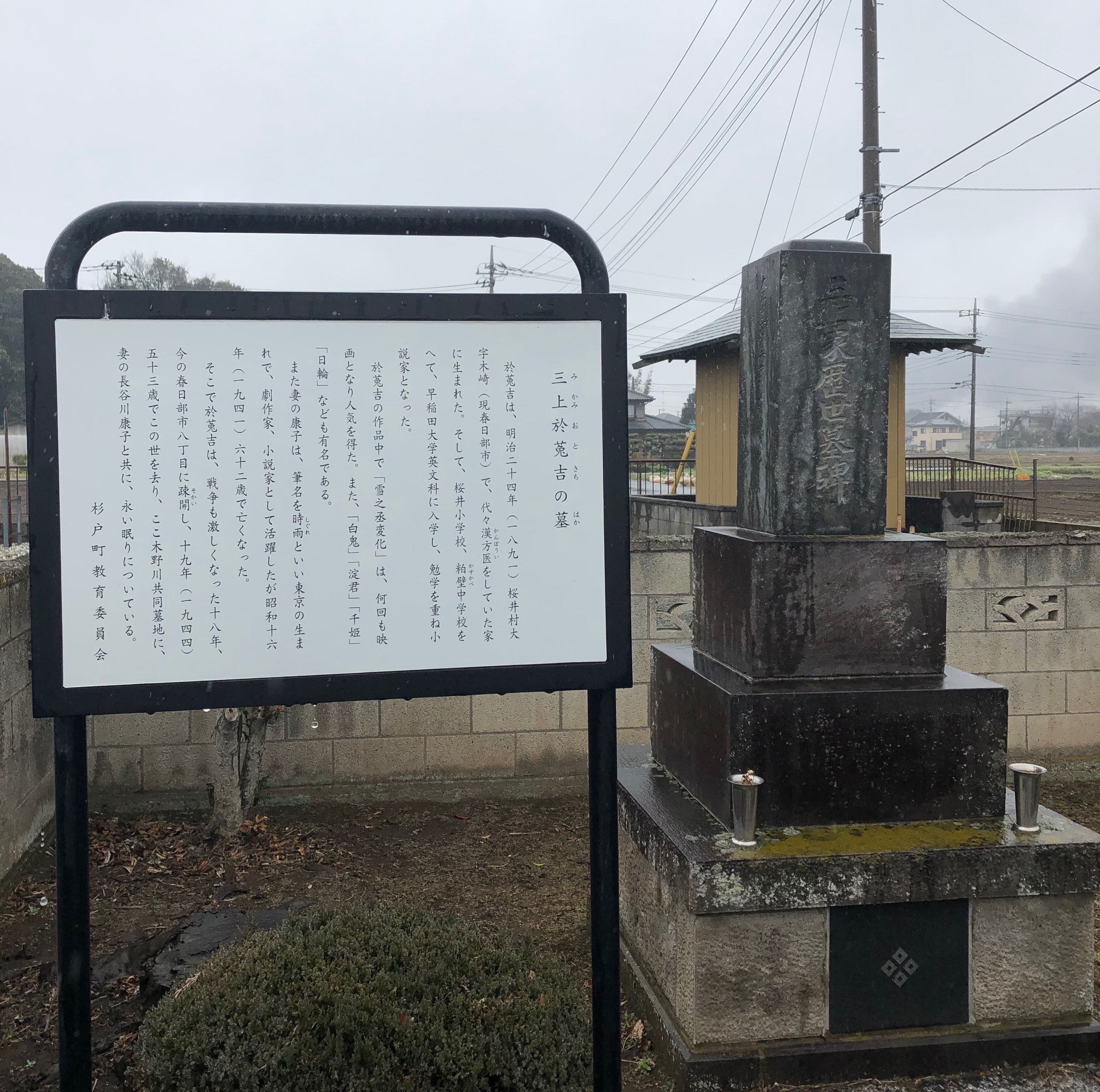
三上於菟吉の墓（埼玉県杉戸町）

1940年には『三上於菟吉全集』全12巻が刊行。時雨は1941年に過労で倒れて急逝。戸籍上は最後まで内縁関係のままだった。三上は1943年に空襲激化のために療養を兼ねて郷里春日部に疎開し、1944年に血栓症の悪化で死去。埼玉県杉戸町大字木野川の共同墓地に葬られている。また冨士霊園「文学者の墓」には＜三上於菟吉 雪之丞変化＞と＜長谷川時雨 さくら吹雪＞の碑銘が隣り合って建てられている。

## 作品
現代を舞台にした『白鬼』では、ストライキ騒動の最中にある雑誌出版社で、社長秘書に抜擢された青年が様々な女性と関係するが、最後には上海に向けて旅立つというストーリーで、ツルゲーネフの小説に登場する「性格破産者」のような、大正期独特のニヒリズムが窺われる。1926年に毎日新聞に連載した『日輪』は、貴族社会に入るために父親によって政略結婚させられそうになる女性と、真面目な書生青年との恋愛をめぐる騒動が、これも当時のニヒリズムを基調に語られる。これらの作品の本格的な心理描写に、当時エミール・ゾラの影響を受けていた写実主義の一派ゾライズムの影響があるとも言われ、また社会の各層の客観的な描写により「日本のバルザック」とも呼ばれた。
原作を換骨奪胎したものとしては『敵討日月双紙』の他に、オスカー・ワイルド『ドリアン・グレイの肖像』を「元禄若衆」、ユゴー『エルナニ』を「戦国英雄」などがある。直木三十五の死去時に『読売新聞』連載中だった『相馬大作』を引き継いで完結させている。
『雪之丞変化』は、1935年に映画化された後も、1963年に長谷川一夫300本記念として再映画化された他、1953年に東千代之介、1957年に美空ひばり、1959年に大川橋蔵の主演で映画化され、また舞台でも初代、二代目大江美智子の早変わりの得意芸にするなど、いずれも二役で演じられて、長く人気を集めた。1939年には雪之丞のその後を描く『雪之丞後日』（『オール讀物』）も書かれている。

### 著作リスト
- 『春光の下に - 又はゼ・ボヘミアン・ハウスの人々』（文好堂書店） 1915年
- 『子供の聞きたがる新知識の庫』（実業之日本社） 1921年
- 『空しき青春』（聚英閣） 1921年
- 『暗い情熱』（東盛堂） 1921年
- 『愛慾の霧』（天佑社） 1922年
- 『悪魔の恋』（聚英閣） 1922年
- 『楊貴妃の欲望』（二松堂書店） 1923年
- 『地上の愛』（榎本書店） 1924年
- 『熱風』（璃羅書院） 1924年
- 『白鬼』（時事新報）1921年
のち新潮社 1925年
- 『敵打日月双紙』（週刊朝日）1926年1 - 4月
- 『日輪』（毎日新聞） 1926年1 - 7月
のち新潮社 1926年
- 『黒髪 附・愛慾地獄』（大阪毎日新聞社） 1926年
- 『妖日山海伝』（週刊朝日） 1927年1 - 7月
のち朝日新聞社 1927年
- 『地上楽園』（サンデー毎日） 1926年7 - 12月
のち新潮社 1927年
- 『地妖』（改造） 1927年4 - 8月
- 『激流』（毎日新聞） 1928年1 - 9月
- 『首都』（プラトン社） 1928年
- 『百万両秘聞』（平凡社） 1928年
- 『炎の空』（毎日新聞）1926年12月 - 1927年2月
のち新潮社 1927 - 1928年
- 『貴妃行状』（週刊朝日） 1928年3月
- 『叛骨』（サンデー毎日） 1928年6月
- 『毒草』（講談倶楽部） 1928年1 - 12月
- 『春は甦れり』（平凡社） 1929年
- 『淀君』（平凡社） 1929年
- 『落花剣光録』（富士） 1928年5月
のち平凡社 1929年
- 『情熱時代』（平凡社） 1929年
- 『火刑』（平凡社） 1929年
- 『情火』（読売新聞） 1929年6 - 11月
- 『美女悲愴刄』（富士）1929年10 - 12月
- 『妖都』（平凡社） 1930年
- 『春の鳥』（長谷川時雨共著、平凡社、令女文学全集） 1930年
- 『炎を踏む女』（富士） 1930年1 - 12月
- 『赤穂義士』（早稲田大学出版部） 1931年
- 『清河八郎』（平凡社） 1931年
- 『人肉果』（サンデー毎日） 1931年10 - 12月
- 『愛憎秘刄録』（富士）1931年1月 - 1932年5月
のち新潮社 1932年
- 『都会獣』（講談倶楽部） 1931年9月 - 1932年10月
- 『相馬大作』（直木三十五共著、読売新聞） 1934年3 - 10月
のち改造社 1934年
- 『街の暴風』（毎日新聞） 1934年1 - 7月
のち新潮社、昭和長篇小説全集 1934年
- 『天誅組』（改造社、維新歴史小説全集） 1934年
- 『千姫』（婦人倶楽部） 1934年1月 - 1935年9月
- 『雪之丞変化』（朝日新聞） 1934年11月7日 - 1935年8月22日
のちサイレン社
- 『幽霊賊』（キング） 1935年
のちサイレン社 1935年
- 『随筆わが漂泊』（サイレン社） 1935年
- 『青空無限城』（キング） 1933年8月 - 1934年12月
のちサイレン社 1935年
- 『燃える処女林』（サイレン社） 1935年
- 『敵討三都錦絵』（週刊朝日） 1935年5 - 8月
- 『新月風流隊』（講談倶楽部） 1935年
- 『慶長日の出評判』（日の出） 1935年
- 『艶説隠れ簑』（サイレン社） 1936年
- 『日蓮』（読売新聞） 1935年6月 - 1936年12月
のち黎明社 1936 - 1943年
- 『敵討極楽手形』（富士） 1935年1月 - 1936年1月
- 『鴛鴦呪文』（春陽堂書店） 1939年
- 『大石蔵之助父子』（興亜書房） 1940年
- 『南海剣侠伝』（万里閣） 1942年
- 『敵討風流隊』（桜木書房） 1942年
- 『大石主税』（新興亜社） 1942年
- 『雪の夜奇談』（蒼生社） 1942年
- 『愛の掠奪』（青踏社） 1947年

### 作品集
- 『現代大衆文学全集』（平凡社） 1927年（32「鴛鴦呪文」、続6「淀君」）
- 『三上於菟吉長篇小説集』1 - 2巻 （新潮社） 1928 - 1929年
- 『長篇三人全集』全25巻（新潮社） 1930年
- 『三上於菟吉全集』全12巻（平凡社） 1935 - 1936年

### 翻訳
- 『森の処女』（ビヨルンソン、新潮社） 1918年
- 『露西亜の秘密結社』（ボリス・サヴインコフ、玄文社） 1919年
- 『モントクリスト伯爵』（アレキサンダア・ヂユウマ、谷崎精二共訳、新潮社） 1919年
- 『子爵ブラゼロオヌ』（アレキサンダア・ヂユウマ、新潮社） 1920年
- 『美くしき寡婦』（シユニツツラア、新潮社） 1921年
- 『死の勝利』（ダヌンチオ、冬夏社、ダヌンチオ全集） 1921年
- 『怖ろしき夢魔』（エミール・ゾラ、天佑社、性的文芸傑作集） 1921年
- 『嘆ける曙』（カーテイス・ヨーク、聚英閣） 1922年
- 『獣人』（エミール・ゾラ、改造社） 1923年
- 『飢餓』（クヌト・ハムズン、進文堂） 1924年
- 『三銃士』（ヂユマ、改造社、世界大衆文学全集） 1929年
- 『シヤーロツク・ホームズの帰還』（ドイル、平凡社、世界探偵小説全集） 1929年
- 『シヤーロツク・ホームズの記憶』（ドイル、平凡社、世界探偵小説全集） 1930年
- 『シヤーロツク・ホームズの帰還』（ドイル、平凡社） 1935年

## 映画化作品
- 『日輪』（聯合映画芸術家協会、伊藤大輔監督） 1926年
- 『日輪』（日活、村田実監督） 1926年
- 『百万両秘聞』（マキノプロダクション、牧野省三監督、嵐長三郎） 1927年：原作『神文美少年録』
- 『雪之丞変化』三部作（大映、衣笠貞之助監督、林長二郎） 1935年
- 『小判鮫』（東宝、衣笠貞之助監督、長谷川一夫） 1948年：当初『雪之丞変化』の再映画化として企画されたが、GHQの検閲で仇討ものと見なされて、ストーリーの一部を変更して上映された[10]。
- 『雪之丞変化』（東映、河野寿一監督、東千代之介） 1953年
- 『競艶雪之丞変化』（新東宝、渡辺邦男監督、美空ひばり） 1957年、
- 『雪之丞変化』（東映、マキノ雅弘監督、大川橋蔵） 1959年
- 『雪之丞変化』（大映、市川崑監督、長谷川一夫） 1963年：長谷川一夫300本記念作

## 外部リン ク
- 三上 於菟吉：作家別作品リスト - 青空文庫
- 三上 於菟吉（みかみ おときち） - さいたま文学館
- 三上 於菟吉の墓 - 国土交通省関東地方整備局江戸川河川事務所
- 早稲田と文学（三上於菟吉） - 早稲田大学
- 三上於菟吉の墓 - 杉戸町ホームページ
- 三上於菟吉顕彰会